# 쏙 빠져들것 같아
쏙 빠져들것 같아는 비디오챔프가 제작한 TV 애니메이션이다. 1994년 4월 5일부터 1995년 3월 28일까지 NHK에서 총 39화로 방영되었다.
대한민국에서는 2005년 10월에 대교어린이TV를 통해 방영되었다.

## 등장인물
- 시라토리 나기사
- 카미오카 류
- 모모코 프리실라
- 나카타케 마코토
- 미치루
- 사오토메 아오이
- 노사카 아키라
- 모리노 치토세
- 사이카쿠 세이죠
- 시미즈 캡틴